# 殺手少女
《殺手少女》（英語：Kite，或稱為）是一部2014年南非和墨西哥合拍的動作電影，改編自梅津泰臣於1998年推出的日本動畫OVA《A KITE》。電影由拉夫·澤曼執導，英迪雅·艾斯利、卡倫·麥克奧利菲和山繆·傑克森主演。一名少女在警察父親遭人殺害後，開始在前伴侶的幫助下追查兇手。

## 演員
- 英迪雅·艾斯利飾演莎娃
- 卡倫·麥克奧利菲飾演奧布瑞
- 山繆·傑克森飾演卡爾·阿克
- 卡爾·布克斯飾演維克·桑希爾
- 德翁·洛茨飾演普林斯路警探

## 外部連結
- 互联网电影数据库（IMDb）上《殺手少女》的资料（英文）
- 爛番茄上《殺手少女》的資料（英文）